# Mia Wasikowska
Mia Wasikowska (født 14. oktober 1989 i Canberra) er en polsk-australsk skuespiller. Hun blev kendt for sit arbejde i tv-serien In Treatment. Dette har givet hende hovedrollerne i Tim Burtons Alice in Wonderland (2010), Gus Van Sants film Restless (2011) og Cary Fukunagas version af Jane Eyre (2011).

## Filmografi
- Amelia (2009)
- The Kids are All Right (2010)
- Alice i Eventyrland (2010)
- Restless (2011)
- Jane Eyre (2011)
- Albert Nobbs (2011)
- Lawless (2012)
- Tracks (2013)
- The Turning (2013)
- The Double (2013)
- Stoker (2013)
- Only Lovers Left Alive (2013)
- Maps to the Stars (2014)
- Crimson Peak (2015)
- Alice i Eventyrland: Bag spejlet (2016)